# Paul Buentello
Paul Anthony Buentello (Amarillo, 16 de janeiro de 1974) é um lutador americano de artes marciais mistas, que luta no Peso Meio Pesado. Ele é o ex-Campeão Peso Pesado do King of the Cage. Também competiu no UFC, Bellator, Strikeforce e Affliction.

## Começo da Vida
Paul cresceu em Tulia, Texas, e foi à escola com o ex-Campeão Peso Médio do UFC Evan Tanner. No ensino médio, Buentello jogou baseball e futebol americano, e então começou no Tae Kwon Do após se formar. Ele recebeu o apelido de "The Headhunter" devido a sua propensão, em seus primeiros anos de treinos de artes marciais, por mandar axe kick no rosto de seus  oponentes.

## Carreira no MMA

### Ultimate Fighting Championship
Em sua estréia no UFC, ele teve uma vitória expressiva sobre Justin Eilers com um nocaute em 3:34 do primeiro round para sua luta de estréia no UFC 51: Super Saturday em 2 de Fevereiro de 2005. Sua luta seguinte foi contra Kevin Jordan no UFC 53: Heavy Hitters em 4 de Junho de 2005, onde Buentello venceu por finalização com uma neck crank aos 4:00 do primeiro round. Ele perdeu a chance pelo título contra o na época n°2 do ranking de pesados no mundo e Campeão Interino Peso Pesado do UFC Andrei Arlovski no UFC 55 em 7 de Outubro de 2005, Arlovski nocauteou Buentello com 15 segundos, marcando o recorde do UFC de luta pelo título mais rápida na história do UFC. Após sua derrota devastadora para Arlovski, ele enfrentou Gilbert Aldana no UFC 57, onde ele venceu por nocaute técnico.

### Strikeforce
Após deixar o UFC, Buentello lutou no Strikeforce, vencendo 3 lutas seguida contra o kickboxer do K-1 Carter Williams, o veterano do UFC Tank Abbott, e o experiente Ruben Villareal, antes de perder para Alistair Overeem em uma luta pelo Cinturão Peso Pesado do Strikeforce.

### Affliction
Buentello se mudou para a nova grande organização, Affliction, onde ele venceu suas primeiras duas lutas. Sua terceira luta era esperada para ser contra Gilbert Yvel no Affliction: Trilogy em 1 de Agosto de 2009, mas o evento foi cancelado de última hora devido a complicações do peso pesado Josh Barnett de receber a licença da Comissão Atlética do Estado da Califórnia. O Affliction Entertainment encerrou as atividades como promotora de eventos de MMA logo depois disso.

### Retorno ao UFC
Em uma conferência ocorrida em 31 de Julho de 2009, foi anunciado que Buentello seria um dos muitos ex-lutadores do Affliction a assinar com o UFC.
Buentello era esperado para enfrentar Todd Duffee no UFC 107, mas Duffee foi forçado a se retirar do card com uma lesão desconhecida. Buentello permaneceu enfrentando o gigante Stefan Struve e perdeu por decisão majoritária.
Subsequentemente, Buentello perdeu para Cheick Kongo em UFC Live: Vera vs. Jones, onde surpreendentemente ele desistiu devido a cotoveladas na coxa direita no terceiro round. Após perder as duas lutas em seu retorno ao UFC, Buentello foi demitido da promoção.

### Promoções Independentes
Buentello continuou sua carreira no MMA na promoção baseada no Texas, Shark Fights, derrotando o então invicto Bryan Humes por decisão unânime.
Buentello enfrenou o ex-Campeão Peso Pesado do UFC Tim Sylvia no  Powerhouse World Promotions: War on the Mainland em 14 de Agosto. Em uma luta muito unilateral, Sylvia derrotou Buentello por nocaute no segundo round.
Buentello era esperado para enfrentar Kerry Schall no Nemesis Fighting: MMA Global Invasion em 13 de Novembro de 2010, mas o evento foi remarcado para 10 de Dezembro de 2010 para evitar uma tempestade tropical. Ele venceu a luta por decisão unânime. Buentello, como outros lutadores de MMA no card, não recebeu o pagamento.
Sua próxima luta foi a luta foi a luta não válida pelo título contra o então Campeão Peso Pesado do Bellator Cole Konrad no Bellator 48 em 20 de Agosto de 2011. Ele perdeu por decisão unânime.
Em 31 de Março de 2012, Buentello enfrentou o ex-Campeão Peso Pesado do Shark Fights, e participante do The Ultimate Fighter 10 Darrill Schoonover no WMMA 1: McCorkle vs. Heden. Buentello perdeu por decisão unânime.
Buentello era esperado para enfrentar Marcus Sursa no Legacy Fighting Championship 22 em 23 de Agosto de 2013, porém, a luta foi cancelada após ser negado a Sursa a licença pelo Departamento de Licenciamento e Registo do Texas. Ele enfrentou James McSweeney no evento. Ele venceu a luta por nocaute técnico no segundo round.
Buentello enfrentou o prospecto Myron Dennis em 15 de Março de 2014, no Legacy FC 29 pelo Cinturão Meio Pesado Vago. Buentello perdeu em uma luta equilibrada por decisão dividida.

## Cartel no MMA
| Cartel no MMA   |             |             |
| 50 lutas        | 34 vitórias | 16 derrotas |
| Por nocaute     | 21          | 3           |
| Por finalização | 9           | 8           |
| Por decisão     | 4           | 5           |

| Res.    | Cartel | Oponente                | Método                                  | Evento                                           | Data       | Round | Tempo | Local                     | Notas                                              |
| ------- | ------ | ----------------------- | --------------------------------------- | ------------------------------------------------ | ---------- | ----- | ----- | ------------------------- | -------------------------------------------------- |
| Vitória | 34-16  | Rameau Thierry Sokodjou | Nocaute (soco)                          | Abu Dhabi Warriors 3                             | 03/10/2015 | 3     | 3:12  | Abu Dhabi                 |                                                    |
| Derrota | 33–16  | Myron Dennis            | Decisão (dividida)                      | Legacy FC 29                                     | 15/03/2014 | 3     | 5:00  | Albuquerque, New Mexico   | Ganhou o Título Meio Pesado do Legacy FC.          |
| Vitória | 33–15  | James McSweeney         | Nocaute Técnico (soco no corpo)         | Legacy FC 22                                     | 23/08/2013 | 2     | 2:44  | Lubbock, Texas            | Estréia nos Meio Peasdos.                          |
| Vitória | 32–15  | Igor Kostin             | Decisão (unânime)                       | Federation of MMA of Russia- Star Fight 15       | 30/05/2013 | 3     | 5:00  | Vladikavkaz               |                                                    |
| Vitória | 31–15  | Mike Cook               | Nocaute (soco)                          | IFC: Warriors Challenge 29                       | 08/12/2012 | 2     | 2:08  | Oroville, California      |                                                    |
| Vitória | 30–15  | Igor Kostin             | Nocaute (socos)                         | Vologda Fight Festival: Head Hunting             | 12/10/2012 | 3     | 3:59  | Vologda                   |                                                    |
| Derrota | 29–15  | Darrill Schoonover      | Decisão (unânime)                       | WMMA 1: McCorkle vs. Heden                       | 31/03/2012 | 3     | 5:00  | El Paso, Texas            |                                                    |
| Derrota | 29–14  | Cole Konrad             | Decisão (unânime)                       | Bellator 48                                      | 20/08/2011 | 3     | 5:00  | Uncasville, Connecticut   | Não válido pelo título.                            |
| Vitória | 29–13  | Kerry Schall            | Decisão (unânime)                       | Nemesis Fighting: MMA Global Invasion            | 10/12/2010 | 3     | 5:00  | Punta Cana                |                                                    |
| Derrota | 28–13  | Tim Sylvia              | Nocaute (soco)                          | Powerhouse World Promotions: War on the Mainland | 14/08/2010 | 2     | 4:57  | Irvine, California        | Pelo Título Peso Pesado do PWP.                    |
| Vitória | 28–12  | Bryan Humes             | Decisão (unânime)                       | Shark Fights 11: Humes vs Buentello              | 22/05/2010 | 3     | 5:00  | Odessa, Texas             |                                                    |
| Derrota | 27–12  | Cheick Kongo            | Finalização (cotoveladas na coxa)       | UFC Live: Vera vs. Jones                         | 21/03/2010 | 3     | 1:16  | Broomfield, Colorado      |                                                    |
| Derrota | 27–11  | Stefan Struve           | Decisão (majoritária)                   | UFC 107                                          | 12/12/2009 | 3     | 5:00  | Memphis, Tennessee        |                                                    |
| Vitória | 27–10  | Kirill Sidelnikov       | Nocaute Técnico (interrupção médica)    | Affliction: Day of Reckoning                     | 24/01/2009 | 3     | 4:18  | Anaheim, California       |                                                    |
| Vitória | 26–10  | Gary Goodridge          | Decisão (unânime)                       | Affliction: Banned                               | 19/07/2008 | 3     | 5:00  | Anaheim, California       |                                                    |
| Derrota | 25–10  | Alistair Overeem        | Finalização (joelhadas no corpo)        | Strikeforce: Four Men Enter, One Man Survives    | 16/11/2007 | 2     | 3:42  | San Jose, California      | Pelo Cinturão Peso Pesado do Strikeforce.          |
| Vitória | 25–9   | Carter Williams         | Nocaute (socos)                         | Strikeforce: Shamrock vs. Baroni                 | 22/06/2007 | 2     | 0:10  | San Jose, California      |                                                    |
| Vitória | 24–9   | Ruben Villareal         | Nocaute Técnico (interrupção do córner) | Strikeforce: Triple Threat                       | 08/12/2006 | 2     | 3:57  | San Jose, California      |                                                    |
| Vitória | 23–9   | Tank Abbott             | Nocaute (soco)                          | Strikeforce: Tank vs. Buentello                  | 07/10/2006 | 1     | 0:43  | Fresno, California        |                                                    |
| Vitória | 22–9   | Gilbert Aldana          | Nocaute Técnico (socos)                 | UFC 57                                           | 04/02/2006 | 2     | 2:27  | Las Vegas, Nevada         |                                                    |
| Derrota | 21–9   | Andrei Arlovski         | Nocaute (soco)                          | UFC 55                                           | 07/10/2005 | 1     | 0:15  | Uncasville, Connecticut   | Pelo Cinturão Peso Pesado do UFC.                  |
| Vitória | 21–8   | Kevin Jordan            | Finalização (neck crank)                | UFC 53                                           | 04/06/2005 | 1     | 4:00  | Atlantic City, New Jersey |                                                    |
| Vitória | 20–8   | Justin Eilers           | Nocaute (soco)                          | UFC 51                                           | 05/02/2005 | 1     | 3:34  | Las Vegas, Nevada         |                                                    |
| Vitória | 19–8   | Bo Cantrell             | Nocaute (socos)                         | KOTC: Revenge                                    | 14/11/2004 | 1     | 0:45  | San Jacinto, California   | Defendeu o Título Peso Pesado do King of the Cage. |
| Vitória | 18–8   | Lloyd Marshbanks        | Nocaute Técnico (socos)                 | EP: XXXtreme Impact                              | 28/12/2003 | 1     | 2:57  | Tijuana                   |                                                    |
| Vitória | 17–8   | Bobby Hoffman           | Finalização (verbal)                    | KOTC 30: The Pinnacle                            | 02/11/2003 | 2     | N/A   | Pala, California          | Ganhou o Título Peso Pesado do King of the Cage.   |
| Vitória | 16–8   | Andy Montana            | Nocaute (chute na cabeça)               | Rumble on the Rock 4                             | 10/10/2003 | 1     | 2:09  | Honolulu, Hawaii          |                                                    |
| Derrota | 15–8   | Bobby Hoffman           | Decisão (unânime)                       | KOTC 27: Aftermath                               | 10/08/2003 | 3     | 5:00  | San Jacinto, California   | Pelo Título Peso Pesado do King of the Cage.       |
| Vitória | 15–7   | Mike Kyle               | Nocaute (socos)                         | KOTC 18: Sudden Impact                           | 01/11/2002 | 2     | 1:24  | Reno, Nevada              |                                                    |
| Vitória | 14–7   | Roger Neff              | Nocaute (chute na cabeça)               | KOTC 14: 5150                                    | 19/06/2002 | 1     | 3:04  | Bernalillo, New Mexico    |                                                    |
| Vitória | 13–7   | Jimmy Westfall          | Nocaute Técnico (socos)                 | USWF 19                                          | 25/09/2001 | 1     | N/A   | Amarillo, Texas           |                                                    |
| Vitória | 12–7   | Gary Marshall           | Nocaute Técnico (socos)                 | IFC Warriors Challenge 15                        | 31/08/2001 | 1     | 4:53  | Oroville, California      |                                                    |
| Derrota | 11–7   | Nate Schroeder          | Finalização (chave de calcanhar)        | IFC Warriors Challenge 13                        | 15/06/2001 | 1     | 4:10  | California                |                                                    |
| Derrota | 11–6   | Sam Sotello             | Finalização (socos)                     | IFC Warriors Challenge 12                        | 11/04/2001 | 3     | 3:22  | Friant, California        |                                                    |
| Derrota | 11–5   | Ricco Rodriguez         | Finalização (chave de joelho)           | KOTC 7: Wet and Wild                             | 24/02/2001 | 2     | 4:21  | San Jacinto, California   | Pelo Título Peso Pesado do King of the Cage.       |
| Vitória | 11–4   | Larry Parker            | Nocaute Técnico (socos)                 | IFC Warriors Challenge 8                         | 14/06/2000 | 1     | 5:06  | Friant, California        |                                                    |
| Derrota | 10–4   | Gan McGee               | Finalização (socos)                     | IFC Warriors Challenge 7                         | 03/05/2000 | 1     | 2:44  | Fresno, California        |                                                    |
| Vitória | 10–3   | Rocky Batastini         | Finalização (chave de braço)            | IFC Warriors Challenge 7                         | 03/05/2000 | 1     | 3:47  | Fresno, California        |                                                    |
| Vitória | 9–3    | Jason Godsey            | Finalização (socos)                     | IFC Warriors Challenge 7                         | 03/05/2000 | 1     | 6:06  | Fresno, California        |                                                    |
| Vitória | 8–3    | Jimmy Westfall          | Nocaute Técnico (interrupção médica)    | Amarillo Fights                                  | 04/12/1999 | 1     | 0:59  | Amarillo, Texas           |                                                    |
| Vitória | 7–3    | Denny Mathias           | Finalização (socos)                     | World Class Shootfighting                        | 20/11/1999 | 1     | N/A   | McKinney, Texas           |                                                    |
| Vitória | 6–3    | Gilbert Duran           | Finalização (socos)                     | World Class Shootfighting                        | 20/11/1999 | 1     | N/A   | McKinney, Texas           |                                                    |
| Derrota | 5–3    | Todd Broadaway          | Nocaute Técnico (interrupção médica)    | Extreme Challenge 24                             | 15/05/1999 | 1     | 6:00  | Salt Lake City, Utah      |                                                    |
| Vitória | 5–2    | Larry Parker            | Nocaute (joelhada)                      | USWF 9                                           | 20/06/1998 | 1     | 0:30  | Amarillo, Texas           |                                                    |
| Vitória | 4–2    | Shane Saavedra          | Nocaute Técnico (socos)                 | USWF 9                                           | 20/06/1998 | 1     | 2:15  | Amarillo, Texas           |                                                    |
| Vitória | 3–2    | Dustin Heronemus        | Finalização (mata leão)                 | USWF 9                                           | 20/06/1998 | 1     | 0:20  | Amarillo, Texas           |                                                    |
| Derrota | 2–2    | Dan Severn              | Finalização (headlock)                  | USWF 6                                           | 16/08/1997 | 1     | 2:55  | Amarillo, Texas           |                                                    |
| Derrota | 2–1    | Evan Tanner             | Finalização (mata leão)                 | USWF 4                                           | 12/04/1997 | 1     | 2:20  | Amarillo, Texas           |                                                    |
| Vitória | 2–0    | David Davis             | Finalização (estrangulamento)           | USWF 4                                           | 12/04/1997 | 1     | 7:35  | Amarillo, Texas           |                                                    |
| Vitória | 1–0    | Derek McGill            | Finalização (guilhotina)                | USWF 4                                           | 12/04/1997 | 1     | 6:00  | Amarillo, Texas           |                                                    |